# Aristeides von Theben II
Aristeides von Theben II war ein griechischer Maler, tätig in der 2. Hälfte des 4. Jahrhunderts v. Chr. in Theben.
Aristeides wird von Plinius in seiner Naturalis historia 35, 98–110 erwähnt. 
Er war möglicherweise ein Enkel oder Urenkel des Malers Aristeides von Theben I, er war Schüler seines Vaters Nikomachos. Er war ein Zeitgenosse des Apelles und galt als ein Meister in der Darstellung menschlicher Empfindungen und Leidenschaften. Er war ein geschickter Maler und wurde hoch geschätzt. Besonders berühmt ist eine Szene aus einem Schlachtengemälde, das die Eroberung einer Stadt zeigt. In dieser Szene sah man ein Kind, das auf die Brust seiner sterbenden Mutter zukriecht. Ein weiteres Schlachtgemälde soll 100 Figuren umfasst haben. Daneben schuf er zahlreiche Porträts, von denen besonders das eines Tragischen Schauspielers gerühmt wurde. 